# Lago Atar
O lago Atar (em turco: Atar Gölü) é um lago no distrito de Taslechai, na província de Are. É um dos lagos mais altos da Turquia. Ele está localizado nos arredores da colina Cochebaxe, o pico mais alto das montanhas Ala, localizado dentro das fronteiras de Taslechai, perto da fronteira de Erjixe, que fica a 72 quilômetros do centro de Are e a 38 quilômetros do centro de Taslechai. A profundidade do lago ainda não é conhecida.